# Кристијан од Анхалта
Кристијан I, кнез од Анхалт-Бернбурга (1568-1630) био је немачки државник и војсковођа пре и за време тридесетогодишњег рата, један од вођа Протестантске уније у Светом римском царству.

## Значај
У историји је остао упамћен као способнији политичар него војсковођа: у Протестантској унији, основаној 1608, Кристијан је имао одлучујући утицај на пасивног и неамбициозног Фридриха IV Палатинског, који је формално био вођа Уније, али је по мишљењу савременика био оруђе у рукама Кристијана из Анхалта.
Као војсковођа, изгубио је одлучујућу битку на Белој гори (1620), која је довела до слома протестантизма у Чешкој и победе Католичке лиге у првој фази тридесетогодишњег рата. Војна енциклопедија назива Кристијана недаровитим и пасивним војсковођом.